# Roberto Ruta
Roberto Ruta (Campobasso, 30 settembre 1966) è un politico italiano.

## Biografia
Laureato in giurisprudenza all'università La Sapienza di Roma, avvocato, insegna discipline giuridiche presso l'Istituto nautico di Termoli.
Inizia la propria attività politica nelle file della Democrazia Cristiana, venendo eletto consigliere comunale di Campobasso nel 1990. Con la dissoluzione della DC aderisce al Partito Popolare Italiano, nelle cui liste è eletto consigliere regionale del Molise nelle elezioni regionali del 1995 nel listino del candidato presidente di centrosinistra Marcello Veneziale. Durante la consiliatura è prima Vicepresidente, poi Presidente del Consiglio Regionale. Viene riconfermato nel 2000 con 4.516 preferenze nella provincia di Campobasso, il più votato della circoscrizione, venendo altresì nominato vicepresidente della giunta di centrosinistra presieduta da Giovanni Di Stasi.
Nel 2001 segue la confluenza del PPI in La Margherita ed è eletto alla Camera dei Deputati alle elezioni politiche di quell'anno nel collegio elettorale di Campobasso, dove, sostenuto dalla coalizione di centrosinistra L'Unione, ottiene il 45,66% contro il 35,98% del candidato di centrodestra Riccardo Tamburro, confermando il seggio anche nella tornata elettorale del 2006 nella circoscrizione Molise. Nel novembre dello stesso anno è stato il candidato dell'Unione alle elezioni regionali in Molise, vinte però da Michele Iorio del centrodestra con il 54,14% contro il 45.86% di Ruta. Rinuncia dunque al seggio in Consiglio Regionale per mantenere la carica di deputato fino al 2008, quando la XV Legislatura termina anticipatamente con lo scioglimento delle Camere.
Alle elezioni politiche del 2008, seppur capolista del Partito Democratico nella circoscrizione Molise, non è rieletto e annuncia il suo ritiro dalla politica; tuttavia, in occasione delle elezioni per la Provincia di Campobasso del 15 maggio 2011 fonda un movimento chiamato Alternativ@ che ha presentato una lista a sostegno del candidato del Partito Democratico, per poi confluire all'interno di esso. Nel 2013 si candida poi al Senato della Repubblica sempre per il PD nella circoscrizione Molise, risultando eletto da capolista.
Il 14 gennaio 2016 è tra i 31 parlamentari, soprattutto di area cattolica, del PD a firmare un emendamento contro l'articolo 5 del disegno di legge Cirinnà riguardante l'adozione del figlio del partner. Il 25 ottobre 2017 è uno dei sei senatori del PD che non vota la fiducia per il Rosatellum, la nuova legge elettorale. Non viene ricandidato alle elezioni politiche del 2018.